# Rupert Wallinger
Rupert Wallinger (ur. w 1968) – austriacki snowboardzista. Nie startował na igrzyskach olimpijskich. Zajął 14. miejsce w gigancie na mistrzostwach w Lienzu. Najlepsze wyniki w Pucharze Świata osiągnął w sezonie 1994/1995, kiedy to zajął 11. miejsce w klasyfikacji giganta.
W 1997 r. zakończył karierę.

## Sukcesy

### Mistrzostwa Świata
| Miejsce | Dzień       | Rok  | Miejscowość | Konkurencja | Zwycięzca      |
| ------- | ----------- | ---- | ----------- | ----------- | -------------- |
| 14.     | 27 stycznia | 1996 | Lienz       | Gigant      | Jeff Greenwood |

### Puchar Świata

#### Miejsca w klasyfikacji generalnej
- 1994/1995 - -
- 1995/1996 - 34.
- 1996/1997 - 127.

#### Miejsca na podium
1. Bad Hindelang – 29 stycznia 1995 (Gigant) - 1. miejsce